# Kollányi Ödön
Kollányi Ödön Elek (Komáromszentpéter, 1874. július 9. – Kalocsa, 1957. január 15.) tanár, kalocsai polgári iskolai igazgató, szerkesztő.

## Élete
Szülei nemes Kollányi Károly jegyző és Irrip Cecília voltak.
Iskoláit Komáromban a bencés gimnáziumban, Madaron és Budapesten (tanárképző főiskola) végezte. 
Komáromszentpéteren volt segédtanító. 1898-ban Törökszentmiklóson, 1899-1905 között a Tapolcai Állami Polgári Fiúiskolában tanított. 1905-től a győri, 1908-tól a pozsonyi polgári iskola tanára. 1912-1917 között a tapolcai, 1917 szeptemberétől a kalocsai polgári iskola igazgatója lett. Közben 1914. október 5.-1916. január 16. között katonai szolgálatot teljesített, helyette Alpár Mór vezette az intézményt. Közreműködött tanítványai névmagyarosításaiban. 1939. július 1-én vonult nyugdíjba. Kalocsán nyugszik.
1903-ban alapította és szerkesztette Tapolca leghosszabb életű hetilapját, a Tapolczai Lapokat, majd 1904-ben Szigethy Ödönnek adta át a szerkesztést. Szerkesztette a tapolcai és a kalocsai iskolák évkönyveit.
Testvére Kollányi Ferenc (1863-1933) nagyváradi kanonok, egyháztörténész, könyvtáros, levéltáros, Kollányi Miklós Károly (1864) körjegyző, Jolánta Anna (1872) és Kollányi Béla (1876) körjegyző. Lánya Erzsébet (1923-2015) kalocsai tanítónő volt.

## Elismerései
- 1917 Polgári Hadiérdemkereszt
- 1937 A honvédelmi miniszter elismerő leirata a hősi és hadifogolysírok gondozásáért

## Művei
Néhány évig rendszeresen megjelentek írásai a Tapolcza és Vidéke c. lapban. Helytörténeti kutatási közül kiemelkedik a Kapolcsi Takácscéh középkori történetének feldolgozása. Rendszeresen jelentek meg publikációi a lakóhelyeihez kötődő újságokban, a turisztikai és a pedagógiai szaklapokban.
- A komáromszentpéteri tájszólás (gyűjtés győri tanársága idején, 1905-1908 körül)[11]
- 1909 A dunaradványi molnárcéh. Komáromi Ujság 1909/19-21
- 1911 Furcsaságok a tanári cím körül. Polgáriskolai Közlöny 1911/16.
- 1912 Oklevelünk értékelése. Polgáriskolai Közlöny 1912/12.
- 1913 1872/73-1912/13. In: Kollányi Ö. (szerk.) A Tapolcai Állami Polgári Fiúiskola Értesítője az 1912-13. tanévről. Tapolca, 5-18.
- 1913/1915/1931 Segédkönyv a fogalmazás tanításához. Tapolca.
- 1917 Redl Gusztáv 1853-1917. Tapolczai Lapok 1917/14, 2-3 (1917. április 1.; újraközölve: Új Pedagógiai Szemle 1993)